# El Tepozán, Zimapán
El Tepozán är en ort i Mexiko.   Den ligger i kommunen Zimapán och delstaten Hidalgo, i den sydöstra delen av landet, 140 km norr om huvudstaden Mexico City. El Tepozán ligger 1 874 meter över havet och antalet invånare är 124.
Terrängen runt El Tepozán är huvudsakligen kuperad, men österut är den bergig. Runt El Tepozán är det ganska tätbefolkat, med 116 invånare per kvadratkilometer. Närmaste större samhälle är Zimapan, 7,7 km nordväst om El Tepozán. I omgivningarna runt El Tepozán växer huvudsakligen savannskog.